# 商城肥鲵
商城肥鲵（学名：Pachyhynobius shangchengensis）为小鲵科肥鲵属的两栖动物，是中国的特有物种。分布于安徽、河南、湖北等地，主要生活于海拔380至1100米的山涧流速缓慢的溪河中，或浅水滩以及及静水处。该物种的模式产地在河南商城。